# Jean Yonnel
Jean Yonnel (21 de julio de 1891 – 17 de agosto de 1968) fue un actor teatral y cinematográfico de nacionalidad francesa.

## Biografía
Su verdadero nombre era Jon Schachmann, y nació en Bucarest, Rumanía. Fue uno de los últimos grandes trágicos dentro de la gran tradición de actores de principios del siglo XX (él actuó junto a Jean Mounet-Sully y a Sarah Bernhardt). Debutó como actor teatral en el Teatro del Odéon, actuando posteriormente en el Théâtre du Gymnase Marie-Bell y en el Théâtre de la Ville, aunque realizó prácticamente toda su carrera en la Comédie-Française,
En la Comédie-Française hizo papeles de joven primer actor trágico, así como primeros papeles románticos. Fue el intérprete favorito de Henry de Montherlant, encarnando él al rey Ferrante en La reina muerta.
Nombrado profesor del Conservatorio nacional superior de arte dramático, desde el año 1947 al 1962 se dedicó a perpetuar la gran tradición teatral clásica.
Además de su actividad teatral, Yonnel también actuó en el cine entre los años 1913 y 1966, siendo su última película una coproducción francoespañola, La dama del alba, de Francisco Rovira Beleta.
Jean Yonnel falleció en París, Francia, en 1968.

## Teatro

### Fuera de la Comédie-Française
- 1922 : La Dernière Nuit de Don Juan, de Edmond Rostand, Teatro de la Porte Saint-Martin
- 1923 : Le Phénix, de Maurice Rostand, Teatro de la Porte Saint-Martin
- 1924 : Le singe qui parle, de René Fauchois, escenografía de René Rocher, Comédie Caumartin
- 1925 : La Vierge au grand cœur, de François Porché, escenografía de Madame Simone, Théâtre de la Renaissance
- 1925 : Une femme, de Edmond Guiraud, Théâtre Femina
- 1925 : Le Rosaire, de André Bisson a partir de  Florence L. Barclay, Teatro del Odéon[1]
- 1935 : Hommage des acteurs à Pirandello, Vêtir ceux qui sont nus, de Luigi Pirandello, Théâtre des Mathurins

### En la Comédie-Française
- Ingreso el 20 de enero de 1926
- Miembro de la Comédie-Française desde el 1 de enero de 1929 al 31 de diciembre de 1955
- Decano a partir del 1 de enero de 1954
- Miembro honorario a partir del 1 de enero de 1956
- Actuaciones:

- 1926-1929 : El Cid, de Pierre Corneille
- 1926 : À quoi rêvent les jeunes filles, de Alfred de Musset
- 1926 : La Fille de Roland, de Henri de Bornier
- 1926-1948 : Andrómaca, de Jean Racine
- 1926-1936 : Fedra, de Jean Racine
- 1926-1944 : Berenice, de Jean Racine
- 1926-1930 :, Británico, Jean Racine
- 1926 : La Nuit de Mai, de Alfred de Musset
- 1926 : Les Marionnettes, de Pierre Wolff
- 1927-1940 : Horacio, de Pierre Corneille
- 1927 : Le Coeur partagé, de Tristan Bernard
- 1927-1942 : Británico, de Jean Racine
- 1927 : Le Flambeau de la noce, de Saint-Georges de Bouhélier
- 1927 : Monna Vanna, de Maurice Maeterlinck
- 1927 : Lorenzaccio, de Alfred de Musset
- 1927-1937 : Chatterton, de Alfred de Vigny
- 1927 : Fantasio, de Alfred de Musset
- 1928 : Sapho, de Alphonse Daudet y Auguste Belot
- 1928 : On ne badine pas avec l'amour, de Alfred de Musset
- 1928 : Louis XI, de Casimir Delavigne
- 1929 : Le Marchand de Paris, de Edmond Fleg
- 1929 : Antoinette Sabrier, de Romain Coolus
- 1929 : La Belle Marinière, de Marcel Achard
- 1929 : La Nuit vénitienne, de Alfred de Musset
- 1930 : Les Trois Henry, de André Lang
- 1930 : La Belle Aventure, de Robert de Flers, Gaston Arman de Caillavet y Emmanuel Arène
- 1931 : Le Maître de son cœur, de Paul Raynal
- 1931 : La Rafale, de Henry Bernstein
- 1931-1933 : El Cid, de Pierre Corneille
- 1932 : Le Voyageur et l'amour, de Paul Morand
- 1932 : Hamlet, de William Shakespeare
- 1932 : Le Secret, de Henri Bernstein
- 1933 : La Francerie, de Paul Raynal
- 1933 : L'Arlésienne, de Alphonse Daudet
- 1934 : La Couronne de carton, de Jean Sarment
- 1934 : Une nuit d'automne, de Jean Valmy-Baysse
- 1937-1949 : Polyeucte, de Pierre Corneille
- 1937-1958 : Bayaceto, de Jean Racine, escenografía de Jacques Copeau
- 1937 : Le Simoun, de Henri-René Lenormand, escenografía de Gaston Baty
- 1937 : Hernani, de Victor Hugo, escenografía de Georges Le Roy
- 1937-1961 : Mitrídates, de Jean Racine, escenografía de Jean Yonnel,
- 1938-1944 : Ruy Blas, de Victor Hugo, escenografía de Pierre Dux
- 1938 : Cyrano de Bergerac, de Edmond Rostand, escenografía de Pierre Dux
- 1939 : A souffert sous Ponce Pilate, de Paul Raynal, escenografía de René Alexandre
- 1939-1948 : Atalía, de Jean Racine, escenografía de Georges Le Roy
- 1940 : El misántropo, de Molière, escenografía de Jacques Copeau
- 1942 : Iphigénie en Tauride, de Goethe, escenografía de Jean Yonnel
- 1942-1962 : La reina muerta, de Henry de Montherlant, escenografía de Pierre Dux
- 1943 : Le Soulier de satin, de Paul Claudel, escenografía de Jean-Louis Barrault
- 1944 : L'Impromptu de Versailles, de Molière, escenografía de Pierre Dux
- 1945 : Tartufo, de Molière
- 1945 : Fedra, de Jean Racine, escenografía de Jean-Louis Barrault
- 1945-1950 : Ruy Blas, de Victor Hugo, escenografía de Pierre Dux
- 1946 : El misántropo, Molière, gira en Alemania y París
- 1946 : La Princesse d'Élide, de Molière, escenografía de Jean-Louis Barrault
- 1946 : Esther, de Jean Racine, escenografía de Georges Le Roy
- 1946 : Les Mal-aimés, de François Mauriac, escenografía de Jean-Louis Barrault
- 1946-1947 : Berenice, de Jean Racine, escenografía de Gaston Baty,
- 1946 : Le Lever du soleil, escenografía de Jean Meyer
- 1947 : Los negocios son los negocios, de Octave Mirbeau
- 1947 : La Rabouilleuse, de Émile Fabre
- 1948 : Les Espagnols en Danemark, de Prosper Mérimée, escenografía de Jean Meyer
- 1949 : Ifigenia, de Jean Racine, escenografía de Julien Bertheau
- 1949-1963 : El Cid, de Pierre Corneille, escenografía de Julien Bertheau
- 1949 : L'Homme de cendres, de André Obey, escenografía de Julien Bertheau
- 1950 : L'Otage, de Paul Claudel, escenografía de Henri Rollan
- 1950 : Nicomedes, de Pierre Corneille, escenografía de Jean Yonnel
- 1950 : Les Caves du Vatican, de André Gide, escenografía de Jean Meyer
- 1951 : Antígona, de Sófocles
- 1952 : Hernani, de Victor Hugo, escenografía de Henri Rollan
- 1952 : Edipo rey, de Sófocles , escenografía de Julien Bertheau
- 1952 : Don Juan, de Molière, escenografía de Jean Meyer
- 1954 : Horacio, de Pierre Corneille, escenografía de Jean Debucourt
- 1954 : Port-Royal, de Henry de Montherlant, escenografía de Jean Meyer
- 1955 : L'Annonce faite à Marie, de Paul Claudel, escenografía de Julien Bertheau
- 1958 : Le Maître de Santiago, de Henry de Montherlant, escenografía de Henri Rollan
- 1960 : Ruy Blas, de Victor Hugo, escenografía de Raymond Rouleau
- 1962 : La Troupe du Roy, homenaje a Molière, escenografía de Paul-Émile Deiber

## Filmografía
- 1913 : Le Crime enseveli, de Henri Fescourt
- 1915 : Strass et Compagnie, de Abel Gance
- 1917 : Les lois du monde, de Roger Lion
- 1918 : La flamme cachée, de Roger Lion
- 1922 : Vingt ans après, de Henri Diamant-Berger
- 1925 : Jack, de Robert Saidreau
- 1933 : L'Homme mystérieux, de Maurice Tourneur
- 1934 : Un soir à la Comédie-Française, de Léonce Perret
- 1934 : Fanatisme, de Gaston Ravel
- 1934 : Amok, de Fédor Ozep
- 1935 : Koenigsmark, de Maurice Tourneur
- 1936 : L'Appel du silence, de Léon Poirier
- 1937 : Boissière, de Fernand Rivers
- 1937 : Les Nuits blanches de Saint-Pétersbourg, de Jean Dréville
- 1938 : La Tragédie impériale, de Marcel L'Herbier
- 1939 : Vive la nation / Les trois tambours, de Maurice de Canonge
- 1945 : La Part de l'ombre, de Jean Delannoy
- 1945 : Mission spéciale, de Maurice de Canonge
- 1947 : Les Requins de Gibraltar, de Emil-Edwin Reinert
- 1950 : Le Grand Rendez-vous, de Jean Dréville
- 1951 : Procès au Vatican, de André Haguet
- 1953 : Jep le Traboucaire, de Jean Faurez
- 1955 : Marianne de ma jeunesse, de Julien Duvivier
- 1961 : Le Capitaine Fracasse, de Pierre Gaspard-Huit
- 1961 : La Reine morte, de Lazare Iglesis
- 1963 : Un drôle de paroissien, de Jean-Pierre Mocky
- 1966 : La dama del alba, de Francisco Rovira Beleta